# Сан-Жорже-де-Селю
Сан-Жорже-де-Селю (порт. São Jorge de Selho; МФА: [ˈsɐ̃w ˈʒoɾ.ʒɨ dɨ ˈsɐ.ʎu]) — парафія в Португалії, у муніципалітеті Гімарайнш. Розташована в північно-західній частині країни, на теренах історичної португальської провінції Дору-Міню. Входить до складу округу Брага. За адміністративним поділом, чинним до 1976 року, терени парафії були складовою провінції Міню. Належить до Бразької архідіоцезії Католицької церкви. Патрон — святий Георгій. Площа — 5,2016 км². Населення — 5729 ос. (2011). Сильно урбанізований регіон. Густота населення — 1101,39 осіб/км²
. Код — 030854.

## Назва
- Селю (Сан-Жорже) (порт. Selho (São Jorge)) — офіційна назва.

## Населення
| Кількість мешканців | Кількість мешканців | Кількість мешканців | Кількість мешканців | Кількість мешканців | Кількість мешканців | Кількість мешканців | Кількість мешканців | Кількість мешканців | Кількість мешканців | Кількість мешканців | Кількість мешканців | Кількість мешканців | Кількість мешканців | Кількість мешканців |
| ------------------- | ------------------- | ------------------- | ------------------- | ------------------- | ------------------- | ------------------- | ------------------- | ------------------- | ------------------- | ------------------- | ------------------- | ------------------- | ------------------- | ------------------- |
| 1864                | 1878                | 1890                | 1900                | 1911                | 1920                | 1930                | 1940                | 1950                | 1960                | 1970                | 1981                | 1991                | 2001                | 2011                |
| 1 026               | 1 055               | 1 199               | 1 349               | 1 554               | 1 504               | 1 868               | 2 588               | 3 326               | 4 135               | 3 929               | 4 519               | 4 163               | 5 114               | 5 625               |